# MISSION (TOSHIのアルバム)
『MISSION』（ミッション）は、TOSHIの2枚目のオリジナル・アルバム。

## 概要
前作『Made in HEAVEN』から1年半ぶりとなるアルバム。
ハード・ロックからバラードまで、様々な楽曲を収録。
「Looming 〜確かめたい〜」
「Always 〜伝えたい〜」「Bless You」の先行シングルを収録している。

## アートワーク
初回限定は三方背BOXパッケージ仕様。

## ディスクジャケット
ジャケット写真はメキシコ僻地の教会にて撮影されたもの。

## 批評
CDジャーナルは「今回はX JAPAN的楽曲+このバンドでやる必要もなさそうな楽曲といった構成。後者に属する「intermission」「Looming ～確かめたい～」が意外で面白い」と評した。

## 収録曲
特記以外　作詞・作曲：TOSHI　編曲：藤村幸宏・TOSHI
1. Rusty Eyes (5:08)
　作曲：二井原実・マーク・フェラーリ
2. LADY (6:09)
作曲：藤村幸宏
「Bless You」のカップリング曲。
3. Bless You (6:24)
作曲：小津一
4. CHASE OF TIMES (4:38)
5. Get-up-and-go (4:19)
作曲：二井原実、マーク・フェラーリ
6. Heart of the back (5:33)
作詞：松本一起
7. Always (5:30)
作曲・編曲：青木秀一 シングルとはアレンジが異なる。
8. intermission (2:32)
作曲：藤村幸宏・TOSHI
9. Love Dynamics (4:14)
10. Looming (4:32)
作曲・編曲：青木秀一 シングルとはミックスが異なる。
11. Moonstone (6:05)
作曲：藤村幸宏

## レコーディング参加
- 藤村幸宏 - ギター、コーラス
- 永井敏己 - ベース
- 菅沼孝三 - ドラム
- 八木のぶお - ハーモニカ
- 金子飛鳥ユニット - ストリングス・セクション